# Michael Oakeshott
Michael Joseph Oakeshott (Londen, 11 december 1901 - Acton (Dorset), 19 december 1990) was een Brits filosoof en politicoloog die daarnaast ook heeft geschreven over de geschiedfilosofie, godsdienstfilosofie, esthetica en rechtsfilosofie. Hij wordt algemeen beschouwd als een van de belangrijkste conservatieve denkers van de 20e eeuw. Zijn eerste werk Experience and Its Modes (1933) wordt traditioneel in de traditie van het Brits idealisme geplaatst. Daarnaast werd hij ook door velen beschouwd als toonaangevend kenner van het werk van Thomas Hobbes.

## Leven
Michael Oakeshot werd geboren in een conservatief gezin. Zo was zijn vader, Joseph Oakeshott, een ambtenaar en vooraanstaand lid van de Fabian Society. Hij had twee broers en Frances, zijn moeder, was verpleegster. De familie was bevriend met George Bernard Shaw. Van 1912 tot 1920 ging Oakeshott naar de St George's School in Harpenden. In deze periode ging hij ook nog voor een tijd in Duitsland studeren, aan de universiteiten van Marburg en Tubingen. Daarnaast werkte hij voor een korte periode als docent Engels aan de Lytham St Anne's Grammar School.
Oakeshott verkreeg zijn doctoraat in de geschiedenis aan de Universiteit van Cambridge. Hier kwam hij in contact met het werk van de Britse idealist J. M. E. McTaggart door diens lezingen, alsook het werk van de middeleeuwse historicus Zachary Nugent Brooke, die hij beiden diep bewonderde. De historicus Herbert Butterfield ging in die tijd ook naar dit college. Zelf wordt hij regelmatig in de traditie van het Brits idealisme geplaatst en wordt zijn werk Experience and Its Modes (1933) gezien als het laatste vooraanstaande boek van deze stroming.
In de jaren 30 toonde Oakeshott in zijn lezingen zijn verbijstering over het afglijden van de politiek in Europa naar extremisme. Hij zet zich dan ook sterk af tegen zowel het nationaalsocialisme als het marxisme. Hoewel hij zelf nog in 1939 in zijn essay The Claim of Politics het recht van de burger verdedigde om zich afzijdig te houden van de oorlog, ging hij zelf wel in het Britse leger. Hij werd ingeschakeld in de militaire inlichtingendienst en was gestationeerd in Frankrijk en in België.
In 1945 werd Oakeshott gedemobiliseerd en keerde hij terug naar Cambridge. In 1949 verliet hij Cambridge voor Nuffield College aan de Universiteit van Oxford. In 1951 werd hij benoemd tot hoogleraar politicologie aan de London School of Economics (LSE), als opvolger van Harold Laski. Hij keurde daar de rond 1960 gehouden studentenbetogingen sterk af, voornamelijk omdat deze de doelstellingen van de universiteit zouden tenietdoen. Hier groeide Oakeshott uit tot een populaire filosoof, bekend aan beide kanten van de Atlantische oceaan, en frequent te horen op de BBC. Voornamelijk kwam dit door het in 1962 gepubliceerde Rationalism in Politics and Other Essays.
Hij zou de LSE in 1969 verlaten. Na zijn pensioen trok Oakeshott zich terug op het platteland en woonde hij in een chalet in Langton Matravers, Dorset. Hier publiceerde hij nog twee nieuwe boeken, On Human Conduct (1975) en On History (1983), alsook een verzameling van eerder gepubliceerde essays over Thomas Hobbes onder de titel Hobbes on Civil Assocation (1975). Oakeshott weigerde het aanbod van Margaret Thatcher om tot ridder te worden geslagen door koningin Elizabeth II. Hij stierf op 18 december 1990. Tijdens zijn leven kreeg hij wel al enige bekendheid en erkenning, maar zijn werk zou pas echt onder de aandacht komen na zijn dood.
Hij was drie keer getrouwd. Met zijn eerste vrouw, Joyce Margaret Fricker, met wie hij in 1927 trouwde, kreeg hij een zoon Simon, geboren in 1931. In 1938 vroeg hij de scheiding met zijn vrouw aan om datzelfde jaar nog te trouwen met Katherine Alice Burton. Ook dit huwelijk liep uit op een scheiding in 1951. Pas in 1965 vond hij weer een levensgezellin, Christel Schneider, met wie hij samenbleef tot aan zijn dood.

## Filosofie
Hoewel Oakeshott historicus van beroep was, hield hij zich in het begin van zijn carrière toch al meer bezig met de filosofische vragen die uit zijn historische studies naar voren kwamen. Zijn eerste boek, Experience and its Modes, werd gepubliceerd in 1933 en stond sterk onder de invloed van Hegel en F.H. Bradley. Verder zijn er ook vele overeenkomsten met het werk van R.G. Collingwood en Georg Simmel. Het boek valt nog onder de stroming van het Brits idealisme en plaatst de ervaring centraal in de constitutie van de wereld rondom ons: wat er echt bestaat is de ervaring en niet zozeer een wereld los van ons denken.
In dit boek betoogt Oakeshott dat onze ervaring altijd modaal is: ze wordt altijd gestuurd door een bepaald perspectief op de wereld, praktisch dan wel theoretisch. Zo zijn er dan ook verschillende theoretische benaderingswijzen om de wereld te begrijpen: bijvoorbeeld via de natuurwetenschap of via de geschiedenis. Het is dan ook verkeerd om te proberen geschiedenis om te vormen tot een natuurwetenschap en er dezelfde methode voor te gebruiken.
Filosofie zelf, daarentegen, was geen modale benadering. In zijn vroege werk betoogt Oakeshott dat de filosofie de wereld ziet sub specie aeternitatis, vanuit het oogpunt van de eeuwigheid. Filosofie is dus vrij van vooronderstellingen, in tegenstelling tot de wetenschap of de geschiedenis. De wetenschap zag alles vanuit het perspectief van de kwantiteit (sub specie quantitatis) en de geschiedenis vanuit het in-het-verleden-zijn (sub specie preateritorum). Daarnaast is er ook nog het praktisch perspectief (sub specie voluntatis) die vertrekt van het idee van een menselijke wil en menselijke waarde waardoor praktisch handelen in zaken als de politiek, economie en ethiek te begrijpen zijn. Elk handelen is daarnaast bepaald door vooronderstellingen en waarden, die op hun beurt een specifieke ervaringscontext vooronderstellen. Zo steunt ook de conservatieve houding, gericht op het behouden van status quo, op het in de hand houden van onvermijdelijke veranderingen. Later herzag hij dit standpunt en verschoof het naar een meer pluralistische opvatting waarbij filosofie maar een van de vele mogelijke standpunten is.
Het bekendste werk van Oakeshott schreef hij na de Tweede Wereldoorlog, een collectie artikelen gepubliceerd als Rationalism in Politics and Other Essays (1962). In dit werk verzette hij zich bijvoorbeeld tegen het naoorlogse Verenigd Koninkrijk dat zich sterk met het socialisme inliet. Hierdoor begon Oakeshott bekend te staan als een conservatief denker, sceptisch tegenover rationalisme en ideologieën in de politiek. Zijn verzet tegen wat hij zag al utopische politieke projecten valt het best samen te vallen in de door hem gebruikte metafoor van een schip van staat dat "noch een vertrekpunt noch een bestemming [heeft ... en dat men slecht] probeert boven water en stabiel te houden."
Oakeshott bekritiseerde de opvatting als zou de praktijk altijd ondersteund worden door de theorie. In feite is het volgens Oakeshott net omgekeerd: theorie veronderstelt altijd een praktijk waaruit het voortkomt. Het rationalisme dat dominant is in de politicologie en politieke filosofie lijkt echter te suggereren dat er een soort ultiem (theoretisch) handboek bestaat dat de perfecte maatschappij of het perfecte gedrag van de burgers en de staat beschrijft. Dit is volgens Oakeshott onjuist. Zelfs het werk van Friedrich von Hayek, The Road to Serfdom (1944), zag hij ondanks dat het een kritiek op alle rationalistische plannen in de politiek was, zelf behorend tot dezelfde stijl.
In zijn essay On Being Conservative (1956) zet hij zijn visie uiteen over wat hij verstaat onder de conservatieve houding. Volgens Oakeshott wil conservatief zeggen dat men "het vertrouwde verkiest boven het onbekende, het geprobeerde boven het nog nooit geprobeerde, feit boven mysterie, het actuele boven het mogelijke, het begrensde boven het onbegrensde, het nabije boven het verre, het voldoende boven het overvloedige, het geschikte boven het perfecte, huidig plezier boven utopische zaligheid."
In zijn laatste gepubliceerde werk, On History (1983), keerde hij terug naar de idee dat geschiedenis een unieke en aparte manier is om de wereld te ervaren en te benaderen, maar combineert het hier met de inzichten uit zijn ander werk, zoals zijn handelingstheorie uiteengezet in On Human Conduct (1975). Een groot deel van dit werk was trouwens al geschreven in dezelfde periode als On Human Conduct werd gepubliceerd. In dit werk zet hij het neokantiaans project verder, gestart door Wilhelm Dilthey, dat op zoek gaat naar de mogelijkheidsvoorwaarden van historische kennis.

## Trivia
- Samen met Guy Griffith publiceerde Oakeshott ook het boek A Guide to the Classics, or How to Pick The Derby Winner (1936), een boek over hoe men het best op paardenrennen kan gokken.

### Postuum
- 1993. Morality and Politics in Modern Europe. Yale University Press
- 1993. Religion, Politics, and the Moral Life. Yale University Press
- 1996. The Politics of Faith and the Politics of Skepticism. Yale University Press
- 2004. What Is History? And Other Essays. Imprint Academic
- 2006. Lectures in the History of Political Thought. Imprint Academic
- 2007. The Concept of a Philosophical Jurisprudence: Essays and Reviews 1926-51. Imprint Academic
- 2008. The Vocabulary of a European State: Essays and Reviews 1952-88. Imprint Academic
- 2010. Early Political Writings 1925-30. Imprint Academic